# Bogdányi Titanilla
Bogdányi Titanilla (Budapest, 1986. április 12. –) magyar színésznő, szinkronszínész. Gyermekkora óta szinkronizál. Az oroszlánkirály című mesében énekhang is volt. Volt férje Dolmány Attila. Egy kislányt nevel, Korinát.

## Sorozatok
| Év         | Cím                  | Szerep            | Megjegyzés     | Csatorna |
| ---------- | -------------------- | ----------------- | -------------- | -------- |
| 2014       | Hacktion: Újratöltve | Melinda           | Epizódszereplő |          |
| 2017- 2020 | Jóban Rosszban       | Tarnai Tünde      | Főszereplő     |          |
| 2022       | A Séf meg a többiek  | Nagy Alexandra    | Főszereplő     |          |
| 2022       | Keresztanyu          | Szerb rendőrtiszt | Epizódszereplő |          |
| 2023       | Mellékhatás          | Tamara            | Epizódszereplő |          |

## Szinkronszerepei

### Filmek
| Cím                                             | Szereplő                  | Színész                  |
| ----------------------------------------------- | ------------------------- | ------------------------ |
| 28 nappal később                                | Hannah                    | Megan Burns              |
| Alkonyat                                        | Alice Cullen              | Ashley Greene            |
| Alkonyat – Napfogyatkozás                       | Alice Cullen              | Ashley Greene            |
| Alkonyat – Újhold                               | Alice Cullen              | Ashley Greene            |
| Amerikai pite 4. – A zenetáborban               | Chloe                     | Crystle Lightning        |
| Apurablók                                       | Melissa Morris            | Emily Osment             |
| Aquaman                                         | Mera                      | Amber Heard              |
| Aquaman és az elveszett királyság               | Mera                      | Amber Heard              |
| Az Igazság Ligája                               | Mera                      | Amber Heard              |
| Zack Snyder: Az Igazság Ligája                  | Mera                      | Amber Heard              |
| Ártatlanul vádolva                              | Justine                   | Nina Dobrev              |
| Babysitting – A felvigyázó                      | Sonia                     | Alice David              |
| Bajos csajok                                    | Gretchen Wieners          | Lacey Chabert            |
| Bigyó felügyelő                                 | Penny                     | Michelle Trachtenberg    |
| Bigyó felügyelő 2.                              | Penny                     | Caitlin Wachs            |
| Csáó, Lizzie!                                   | Lizzie McGuire            | Hilary Duff              |
| Diploma után                                    | Ryden Malby               | Alexis Bledel            |
| Édesek és mostohák                              | Anna Harrison             | Jena Malone              |
| Égenjárók                                       | Katie Wallace             | Aisha Dee                |
| Eredet                                          | Ariadne                   | Ellen Page               |
| Holtak napja                                    | Nina                      | AnnaLynne McCord         |
| Indíték 2. – A bosszú                           | Nina                      | Sharon Leal              |
| Ismeretlen hívás                                | Tiffany                   | Katie Cassidy            |
| Jégrengés                                       | Tia Webster               | Jodelle Ferland          |
| Jó.Egy                                          | Desi/Dawsal               | Priyanka Chopra          |
| Kapcsolat                                       | Ellie (fiatal)            | Jena Malone              |
| Ketten a slamasztikában                         | Chloe                     | Mary-Kate Olsen          |
| A király kalóza                                 | Agynes Kermelec           | Fanny Valette            |
| Mocsok                                          | Mary                      | Joanne Froggatt          |
| A negyedik angyal                               | Joanne Elgin              | Anna Maguire             |
| Ne kiálts vérfarkast!                           | Loren Hanset              | Nina Dobrev              |
| Nem férek a bőrödbe                             | Ann Coleman               | Lindsay Lohan            |
| Neveletlen hercegnő                             | Mia Thermopolis           | Anne Hathaway            |
| Neveletlen hercegnő 2. – Eljegyzés a kastélyban | Mia Thermopolis           | Anne Hathaway            |
| Ördög bújt beléd                                | Needy                     | Amanda Seyfried          |
| Örök lányok                                     | Ginger Kingsley           | Eva Amurri               |
| A papagáj                                       | Fiona James               | Rachel Nichols           |
| Sóhajok                                         | Suzy Bannion              | Jessica Harper           |
| A sötét lovag – Felemelkedés                    | Selina Kyle               | Anne Hathaway            |
| Szellemkutya                                    | Pearline                  | Camille Winbush          |
| A testőr                                        | Nikita Wells              | Liezl Carstens           |
| Tökéletes bizonyíték                            | Leann                     | Torrey Devitto           |
| Út a vadonba                                    | Carine McCandless         | Jena Malone              |
| Utódok                                          | Mal                       | Dove Cameron             |
| Utódok 2.                                       | Mal                       | Dove Cameron             |
| Az utolsó adás                                  | Lola Johnson              | Lindsay Lohan            |
| A vágyak szerelmesei                            | Becky                     | Emily Meade              |
| Vámpíros Szivatós film                          | Becca Crane               | Jenn Proske              |
| Varázslók a Waverly helyből – A film            | Alex Russo                | Selena Gomez             |
| Végső állomás 5.                                | Olivia Castle             | Jacqueline MacInnes Wood |
| X-Men: Az ellenállás vége                       | Kallisztó                 | Dania Ramírez            |
| Tejben fürdünk                                  | Courtney Callum           | AJ Michalka              |
| Apád-anyád idejöjjön!                           | Hallie Parker/Annie James | Lindsay Lohan            |
| Felelsz vagy mersz                              | Olivia Barron             | Lucy Hale                |
| Túl sok nő                                      | Patty                     | Emmanuelle Chriqui       |
| Zsivány egyes                                   | Jyn Erso                  | Felicity Jones           |
| Féktelen harag                                  | Piper                     | Amber Heard              |
| Veszélyes vágy                                  | Sabina Spielrein          | Keira Knightley          |
| Ahol a szivárvány véget ér                      | Rosie Dunne               | Lily Collins             |
| Aloha                                           | Allison Ng                | Emma Stone               |
| Idegpálya                                       | Vee                       | Emma Roberts             |
| Élesítve                                        | Alice Racine              | Noomi Rapace             |
| A suttogó                                       | Grace Maclean             | Scarlett Johansson       |
| Láthatatlan cirkusz                             | Phoebe                    | Jordana Brewster         |
| Hálaadás                                        | April Burns               | Katie Holmes             |
| Szerelmes hangjegyek 2.                         | Gabriella Montez          | Vanessa Hudgens          |
| High School Musical 3. – Végzősök               | Gabriella Montez          | Vanessa Hudgens          |
| Pompeji                                         | Cassia                    | Emily Browning           |
| Sonic a sündisznó                               | Maddie                    | Tika Sumpter             |
| Sonic, a sündisznó 2.                           | Maddie                    | Tika Sumpter             |
| Sonic, a sündisznó 3.                           | Maddie                    | Tika Sumpter             |
| Jurassic World                                  | Zara Young                | Katie McGrath            |

### Sorozatok
| Cím                                                           | Szereplő                                              | Színész                       |
| ------------------------------------------------------------- | ----------------------------------------------------- | ----------------------------- |
| Pillantásod nélkül                                            | Vanessa Villoslada Balmaceda                          | Scarlet Gruber                |
| Alicia új élete                                               | Julieta Lugo                                          | Scarlet Gruber                |
| Éld az életem!                                                | Paloma Hernández                                      | Danna Paola                   |
| A végzet asszonya (teleregény)                                | Mónica Hernández                                      | Danna Paola                   |
| A házasság buktatói                                           | Gülistan                                              | Dilara Sümbül                 |
| Amika                                                         | Chanel                                                | Debbie Crommelinck            |
| Anita, a bűbájos bájkeverő                                    | Maggie O'Donnell                                      | Laura Termini                 |
| Austin és Ally                                                | Ally Dawson                                           | Laura Marano                  |
| Azúrkék óceán                                                 | Esther Delcourt-Malet                                 | Eglantine Rembauville-Nicolle |
| A cukorbáró                                                   | Katie Vega                                            | Lina Esco                     |
| A császárnő                                                   | Elena Mendoza                                         | Miriam Higareda               |
| Az én lányom                                                  | Sevgi Günay                                           | Sinem Ünsal                   |
| A S.H.I.E.L.D. ügynökei                                       | Skye/Daisy Johnson/Quake                              | Chloe Bennet                  |
| A Macska                                                      | Mónica Elizalde Castañeda de Martínez-Negrete         | Paloma Ruiz de Alda           |
| A betolakodó                                                  | Tita                                                  | Paola Cano                    |
| A hegyi doktor - Újra rendel                                  | Nicole Schneider                                      | Sophia Thomalla               |
| Boszorkák                                                     | Laura Donnelly                                        | Maya Robertson                |
| Carrie naplója                                                | Carrie Bradshaw                                       | AnnaSophia Robb               |
| Cinecitta                                                     | Simona                                                | Dorelia Darrian               |
| Cybill                                                        | Zoey Woodbine                                         | Alicia Witt                   |
| Csacska angyal                                                | Valentina                                             | Maída Andrenacci              |
| Csók és csata                                                 | Mariela 'Marielita' Campos Miranda                    | Daniela Navarro               |
| A dadus                                                       | Maggie Sheffield                                      | Nicholle Tom                  |
| Erdei iskola                                                  | Daisy Lipenowski                                      | Jewel Staite                  |
| Euréka                                                        | Zoe Carter                                            | Jordan Hinson                 |
| Eva Luna                                                      | Alicia González                                       | Sofía Lama Stamatiades        |
| Evermoor titkai                                               | Tara Crossley                                         | Naomi Sequeira                |
| Ez a ház totál gáz                                            | Natalia Cuesta Hurtado                                | Sofia Nieto                   |
| A farm, ahol élünk                                            | Nancy Oleson                                          | Allison Balson                |
| A fiúk a klubból                                              | Daphne Chanders                                       | Makyla Smith                  |
| Hannah Montana                                                | Miley Stewart / Hannah Montana                        | Miley Cyrus                   |
| Hazug csajok társasága                                        | Aria Montgomery                                       | Lucy Hale                     |
| Heavy Metal                                                   | Jennifer (2. rész)                                    | Michelle Ryan                 |
| Hetedik mennyország                                           | Rose                                                  | Sarah Thompson                |
| Isteni sugallat                                               | Grace Polk                                            | Becky Wahlstrom               |
| Jack és Bobby                                                 | Courtney Benedict                                     | Jessica Paré                  |
| Jessie                                                        | Jessie Prescott                                       | Debby Ryan                    |
| Kachorra – az ártatlan szökevény                              | Josefina Bernadette Moravina Estévez                  | Gimena Accardi                |
| A katedrális                                                  | Maud                                                  | Alison Pill                   |
| Kékpróba                                                      | Andy McNally                                          | Missy Peregrym                |
| Kém a családban                                               | Elle Bannon                                           | Alice Connor                  |
| Kemény csajok                                                 | Krista Brown                                          | Crystal Young                 |
| Kicsi a bors, de erős                                         | Jana                                                  | Anna E. Herzog                |
| Kilenc túsz                                                   | Felicia Jones                                         | Dana Davies                   |
| Király páros                                                  | Michaela                                              | Kelsey Chow                   |
| Marina                                                        | Rosalba Árvales                                       | Angélica Celaya               |
| Maricruz                                                      | Araceli de Quiroga                                    | Michelle Ramaglia             |
| Makoi hableányok                                              | Nixie                                                 | Ivy Latimer                   |
| Malubui szívtiprók                                            | Bree                                                  | Susan Ward                    |
| McLeod lányai                                                 | Rose Hall-Smith                                       | Basia A'Hern                  |
| Nyugi, Charlie!                                               | Lacey                                                 | Noureen DeWulf                |
| Orvosi bűnügyek                                               | Chiara Rinaldi                                        | Micaela Ramazzotti            |
| Örökség                                                       | Lexy Logan                                            | Sarah Rayne                   |
| Pacific Palisades – Siker, pénz, csillogás                    | Rachel Whittaker                                      | Natalia Cigliuti              |
| Paula és Paulina                                              | Lisette Bracho                                        | María Solares                 |
| Paloma                                                        | Paloma Madrigal                                       | Renata Notni                  |
| Pizsamaparti                                                  | Frankie Thomas                                        | Caitlin Stasey                |
| Gossip Girl – A pletykafészek                                 | Vanessa Abrams                                        | Jessica Szohr                 |
| Providence (Hallmark-változat)                                | Heather Tupperman                                     | Dana Daurey                   |
| Rock suli                                                     | Tomicka                                               |                               |
| Rabok és szeretők                                             | Nikki Brizz Balvanera                                 | Eiza Gonzálesz                |
| Robotzsaru                                                    | Florence Gadget                                       | Sarah Campbell                |
| Róma                                                          | Vorena the Elder                                      | Coral Amiga                   |
| Sam és Cat                                                    | Cat Valentine                                         | Ariana Grande                 |
| Sarah Jane kalandjai (Mi történt Sarah Jane-nel?)             | Sarah Jane Smith 13 évesen                            | Jessica Ashworth              |
| Scream Queens – Gyilkos történet                              | Chanel Oberlin                                        | Emma Roberts                  |
| Seherezádé                                                    | Zeynep                                                | Zeynep Konan                  |
| Skins                                                         | Jal Fazer                                             | Larissa Wilson                |
| Smallville                                                    | Lois Lane                                             | Erica Durance                 |
| Sötét árvák                                                   | Sarah Manning /klónok                                 | Tatiana Maslany               |
| Sötét jóslat                                                  | Cally Stone                                           | Paula Brancati                |
| Spartacus: Az aréna istenei                                   | Diona                                                 | Jessica Grace Smith           |
| A szerelem nevében                                            | Liliana Martínez                                      | Zoraida Gómez                 |
| A szerelem tengere                                            | Estrella Marina "Estrellita" Briceno                  | Zuria Vega                    |
| A szerelem ösvényei                                           | Lolita Padilla Vale                                   | Erika García                  |
| Szívek szállodája                                             | Rory Leight Gilmore                                   | Alexis Bledel                 |
| Szökésben                                                     | Sam                                                   | Melanie Merkosky              |
| Szörfsuli                                                     | Perri Lowe                                            | Tahyna Tozzi                  |
| Szulejmán                                                     | Lalezar                                               |                               |
| Szulejmán                                                     | Nadja Hatun                                           |                               |
| Szulejmán                                                     | Mihrünissa szultána                                   | Berrak Tüzünataç              |
| Született feleségek                                           | Julie Mayer                                           | Andrea Bowen                  |
| Tara alteregói                                                | Kate Gregson                                          | Brie Larson                   |
| Telihold                                                      | Vera Mendoza Morales                                  | Macarena García               |
| Topmodell leszek                                              | (14. évad)                                            | Raina Hein                    |
| Több mint testőr                                              | Fabiola Ferrara/Fabiola Arroyo de del Toro            | Brenda Asnicar                |
| Tudorok                                                       | Katherine Howard                                      | Tamzin Merchant               |
| Az újonc                                                      | Lucy Chen                                             | Melissa O'Neil                |
| A vadon bűvöletében                                           | Rosie Trevanion                                       | Lucy-Jo Hudson                |
| Varázslók a Waverly helyből                                   | Alexandra Russo                                       | Selena Gomez                  |
| V, mint Viktória                                              | Cat Valentine                                         | Ariana Grande                 |
| Zsenipalánták                                                 | Lexi Reed                                             | Stefani Scott                 |
| Álmodj velem!                                                 | Cindy Reyna                                           | Sara Corrales                 |
| The Walking Dead                                              | Sasha Williams                                        | Soneque Martin-Green          |
| Jessica Jones                                                 | Jessica Jones                                         | Krysten Ritter                |
| Los Angeles legjobbjai                                        | Nancy McKenna                                         | Jessica Alba                  |
| Manifest                                                      | Michaela Stone                                        | Melissa Roxburgh              |
| Mámoros szerelem                                              | Luciana                                               | Irina Baeva                   |
| Megtört szívek                                                | Solmaz                                                | Güneş Emir                    |
| Orville                                                       | Kelly Grayson                                         | Adrianne Palicki              |
| Mocsárlény: A sorozat                                         | Abby Holland                                          | Crystal Reed                  |
| Gotham                                                        | Renee Montoya                                         | Victoria Cartagena            |
| Remények földje                                               | Saniye Taskin                                         | Selin Yeninci                 |
| Fogd a kezem                                                  | Azra Günes                                            | Alina Boz                     |
| Időről időre                                                  | Jane Walker                                           | Genesis Rodriguez             |
| Amerikai Horror Story                                         | Medison Montgomery, Maggie Esmerelda, Brooke Thompson | Emma Roberts                  |
| Így jártam anyátokkal                                         | Quinn Garvey                                          | Becki Newton                  |
| Így jártam apátokkal                                          | Sophie                                                | Hilary Duff                   |
| Rizzoli & Isles (Született detektívek) 2010-2016              | Nina Holiday 6.-7. évad iü. technikus                 | Idara Victor                  |
| Erkenci Kuş (Álmodozó) 2018-19                                | Sanem Aydın Divit                                     | Demet Özdemir                 |
| No: 309. (Házasságért örökség) 2016-17                        | Lale Yenilmez Sarıhan                                 | Demet Özdemir                 |
| Çilek Kokusu (Strawberry smell) Szerelem sokadik látásra 2015 | Aslı Koçer Mazharoğlu                                 | Demet Özdemir                 |
| Doğduğun Ev Kaderindir (A végzet fogságában)                  | Zeynep Göksu                                          | Demet Özdemir                 |
| Kínos                                                         | Jenna Hamilton                                        | Ashley Rickards               |
| Yalı Çapkını (Az aranyifjú)                                   | Suna Şanlı                                            | Beril Pozam                   |
| Aile (A család)                                               | Devin Akın                                            | Serenay Sarıkaya              |

### Animációs filmek
| Cím                                    | Szereplő            |
| -------------------------------------- | ------------------- |
| Barbie: Tündérmese a divatról          | Shine               |
| Rudolf a rénszarvas                    | Zoey                |
| A Hihetetlen család                    | Laurie              |
| A kis hableány 2. – A tenger visszavár | Melody              |
| A kis kedvencek titkos élete 2.        | Daisy               |
| Rontó Ralph                            | Vanellope           |
| Shrek a vége, fuss el véle             | további magyar hang |
| A Simpson család – A film              | Lisa Simpson        |
| A Thornberry család                    | Eliza               |
| Tini titánok: Gubanc Tokióban          | Raven               |
| Agymanók                               | Derű                |
| Hős6os                                 | Go Go               |
| Verdák                                 | Tia                 |
| Volt egyszer egy stúdió                | Vanellope von Cukk  |

### Animációs sorozatok
| Cím                                      | Szereplő                                            |
| ---------------------------------------- | --------------------------------------------------- |
| A Lyoko Kód                              | Elizabeth "Sissi" Delmas (4. évad)                  |
| Andy, a vagány                           | Lori Mackney                                        |
| Atom Betty                               | Betty Barrett                                       |
| Bob burgerfalodája                       | Louis                                               |
| Chop Socky Chooks                        | Csipi                                               |
| Chuggington Pályaudvar                   | Koko                                                |
| Cubix                                    | Abby                                                |
| Ed, Edd és Eddy                          | Méz Dinnye (Mary Kanker)                            |
| Az életem tinirobotként                  | Brit Krust                                          |
| Én kicsi pónim: Varázslatos barátság     | Fluttershy                                          |
| Felspannolva                             | Emma                                                |
| Gumball csodálatos világa                | Carmen (1. évad)                                    |
| Hi Hi Puffy AmiYumi                      | Ami                                                 |
| Johnny Test                              | Mary Test                                           |
| Kacsamesék                               | Webby/Áprilka                                       |
| A kis Amadeus – Az ifjú Mozart kalandjai | Nannerl Mozart                                      |
| Kölykök a 402-es tanteremből             | Polly                                               |
| Lilla állatkertje                        | Lilla                                               |
| Louie élete                              | Jeannie                                             |
| Mi a pálya, Mimi?                        | Mimi Morton                                         |
| Mia és én                                | Paula                                               |
| Sabrina                                  | Norma                                               |
| A Simpson család                         | Lisa Simpson (1.évad-), Maggie Simpson (28.évadtól) |
| Family Guy                               | Lisa Simpson, Penelope                              |
| Szaladin                                 | Anisa                                               |
| A Thornberry család                      | Eliza                                               |
| Totál Dráma                              | Izzy, Taylor                                        |
| Totál Drámaráma                          | Gwen                                                |
| Uhu és pajtásai                          | Denevér                                             |
| Varázslatos fogtündérek                  | Lili                                                |
| Zhu Zhu                                  | Pipsqueak                                           |
| Winx Club                                | Layla                                               |
| Ölelörny Henry                           | Ölelörny Cobby                                      |
| Csillag kontra gonosz erők               | Pillangó Csillag                                    |
| Sonic Boom                               | Stick, a borz                                       |
| Star Wars: A klónok háborúja             | Barriss Offee, Bo-Katan Kryze (7. évad)             |
| Star Wars: Birodalmi históriák           | Barriss Offee                                       |
| Ever After high                          | briar beauty                                        |
| Krétazóna                                | Rudy                                                |

### Anime
| Cím                                       | Szereplő                                                             |
| ----------------------------------------- | -------------------------------------------------------------------- |
| A dinoszauruszok királya                  | Zoe Drake                                                            |
| Bakugan                                   | Alice Gehabich                                                       |
| Bleach                                    | Inoue Orihime                                                        |
| Bleach: Elveszett emlékek                 | Inoue Orihime                                                        |
| Blood+                                    | Kindzsó Kaori                                                        |
| Blue Gender                               | Elena                                                                |
| Conan, a detektív                         | Jocui Reika (40-41. epizód)                                          |
| Death Note – A halállista                 | Juri (4. epizód)                                                     |
| Deltora Quest                             | Jázmin                                                               |
| D.Gray-man                                | Lala (3-5. epizód), Eliade (19-23. epizód), Moore (1. és 31. epizód) |
| Égenjárók                                 | Kuszumi                                                              |
| Elfen Lied                                | Lucy, Nyu                                                            |
| Fullmetal Alchemist: Milos szent csillaga | Julia Crichton                                                       |
| Hellsing                                  | Jessica (2. epizód)                                                  |
| Inazuma Eleven                            | Nelly Raimon                                                         |
| InuYasha                                  | Sango                                                                |
| Kaleido Star                              | Anna Heart                                                           |
| Kilari                                    | Kirisawa Aoi                                                         |
| LaMB                                      | Szuzuki Keiko                                                        |
| Monte Cristo grófja                       | Peppo                                                                |
| Nana                                      | Szerizava Reira                                                      |
| Naruto (Animax-változat)                  | Jamanaka Ino                                                         |
| Nodame Cantabile                          | Tagaja Szaiko                                                        |
| Paprika                                   | Paprika, Acuko Csiba                                                 |
| Penge                                     | Makoto                                                               |
| Rozsomák                                  | fiatal Jukio                                                         |
| Sámán király                              | Elly                                                                 |
| Slayers – A kis boszorkány                | Amelia Wil Tesla Seyruun                                             |
| Sonic X                                   | Helen                                                                |
| Vadmacska kommandó                        | Zoey Hanson                                                          |
| Yu-Gi-Oh!                                 | Adena hercegnő                                                       |
| Yu-Gi-Oh! GX                              | Mindy                                                                |

### Játékok
| Cím                  | Szereplő  |
| -------------------- | --------- |
| League of Legends    | Lissandra |
| Detroit Become Human | North     |

### Reklámok
- A LEGO reklámok női szinkronhangja.